# تونی راداکین
تونی راداکین (انگلیسی: Tony Radakin؛ زادهٔ ۱۰ نوامبر ۱۹۶۵) ادمیرال نیروی دریایی پادشاهی بریتانیا است، که از نوامبر ۲۰۲۱ به‌عنوان بیست و چهارمین رئیس ستاد دفاع بریتانیا فعالیت می‌کند.
راداکین فعالیت نظامی را از سال ۱۹۹۰ در نیروی دریایی بریتانیا آغاز کرد، از ۲۰۱۴ تا ۲۰۱۶ فرماندهی نیروی ضربت بریتانیا را برعهده داشت، از ۲۰۱۸ تا ۲۰۱۹ جانشین رئیس ستاد نیروی دریایی بریتانیا بود و در فاصله سال‌های ۲۰۱۹ تا ۲۰۲۱ به‌عنوان لرد نخست دریا (فرمانده نیروی دریایی بریتانیا) فعالیت می‌کرد.